# ساموئل ژیرارد
ساموئل ژیرارد (انگلیسی: Samuel Girard؛ زادهٔ ۲۶ ژوئن ۱۹۹۶) ورزشکار اسکیت سرعت اهل کانادا است.
وی در مسابقات کشوری و بین‌المللی در مجموع برندهٔ ۱ مدال طلا، ۵ مدال نقره، ۲ مدال برنز شده‌است.